# Federico Bobba
Federico Bobba (Verona, 17 febbraio 1981) è un ex hockeista su ghiaccio italiano.
Nato a Verona, ma cresciuto a Bosco Chiesanuova, cresce nella squadra del suo paese, i Falchi Bosco. È un portiere di presa sinistra.

## Carriera
A 16 anni viene mandato a fare esperienza in Canada, dove rimase per due stagioni giocando in leghe giovanili. Viene notato ed acquistato da una squadra della massima serie spagnola, il CH Gastaiz di Vitoria. Vi rimane una stagione (1998-99), per essere poi acquistato dalla più ambiziosa squadra di San Sebastián, il CH Txuri Urdin campione in carica. Nel 1999-00 si aggiudica la Superliga e la coppa di Spagna, nella stagione successiva la squadra si fermerà in entrambe le occasioni in semifinale.
Tornato in Italia, va in prova all'Hockey Club Bolzano, per essere poi messo sotto contratto, per la stagione 2001-02, dallo Sportivi Ghiaccio Cortina (serie B). In Veneto si ritaglierà un posto da titolare. La squadra è il farm team dell'HCJ Milano Vipers e quando il back-up dei meneghini Gianluca Canei verrà squalificato, Bobba viene chiamato a fare da secondo a Jason Muzzatti. Non scenderà mai sul ghiaccio, e a fine stagione si accasa al Fassa, dove pure non trova spazio (8 presenze, tutte dalla panchina).
Per trovare maggiori occasioni per giocare titolare, Bobba si trasferisce in Finlandia, nella Suomi-sarja (la terza serie), al Sapko Savonlinna. Dopo la stagione 2003-04 e parte della successiva, viene preso dal Kiekko-Vantaa, nella Mestis (seconda serie finlandese). Tra il termine della stagione 2004-05 e l'inizio della stagione 2005-06 colleziona 9 presenze e molta panchina, e viene poi girato prima ai Playboys Kerava, poi all'Haukat (di nuovo nella Mestis).
Nell'estate 2006 fa il suo esordio in nazionale, in un torneo amichevole in Svizzera.
Nella stagione 2006-07 rimane inattivo: il suo cartellino è di proprietà dell'Asiago Hockey AS, che però lo utilizzerà solo in un incontro di Coppa Italia contro l'HC Gherdëina. L'8 giugno 2007 viene annunciato la sua firma con l'All Stars Piemonte (Serie A2) per la stagione 2007-08, dove sarà titolare.
Quando la squadra torinese decise di non iscriversi alla successiva serie A2, Bobba si accasò all'altra compagine torinese, il Real Torino Hockey Club, che invece si iscrisse per la prima volta nella sua storia alla seconda serie. Anche in questa seconda stagione a Torino fu titolare (il suo vice era il giovane cortinese Martino Valle Da Rin).
Per la stagione 2009-10 ha firmato con l'Hockey Club Merano, tornato in serie A2, dove ha rivestito il ruolo di secondo di Renè Baur. Dopo una stagione si è trasferito in Finlandia, nell'East Hockey Club di Helsinki, militante in Suomi-sarija, la terza serie. La squadra è retrocessa in 2. Divisioona, ma Bobba è rimasto nella Suomi-sarija, con la maglia del TuusKi.
Dal 2012 al 2015 ha vestito la maglia del Viikingit, tra la 2. Divisioona e la 3. Divisioona.